# مجتمع لندمارک تلکوم
مجتمع لندمارک تلکوم (به لاتین: Telkom Landmark Complex) یک ساختمان در اندونزی است که در جاکارتا واقع شده‌است.